# SUPERKOMBAT
SUPERKOMBAT（スーパーコンバット）は、ルーマニアのキックボクシングイベント。2011年にブカレストで第1回大会を開催。2012年8月にK-1とパートナーシップを結ぶ。 

## 主な出場選手
- ベンジャミン・アデグバイ
- ラウル・カティナス
- セバスチャン・チオバヌ
- アレクサンドル・ルング
- カタリン・モロサヌ
- アンドレイ・ストイカ
- ボグダン・ストイカ
- ベン・エドワーズ
- ポール・スロウィンスキー
- ザビット・サメドフ
- アレクセイ・イグナショフ
- ゼバット・ポーツラック
- アレックス・ペレイラ
- アンダーソン・ブラドック・シルバ
- ムラーデン・ブレストバック
- エロール・ジマーマン
- トーマス・ハロン
- フレディ・ケマイヨ
- ブリース・ギドン
- ヘスディ・ゲルゲス
- フランク・ムニョス
- ロレンソ・ホルヘ
- ダニエル･サム
- ステファン・レコ
- ロベルト・コッコ
- ファディル・シャバリ
- アルバート・クラウス
- リコ・ベホーベン
- イスマエル・ロント
- ジャルジーニョ・ホーゼンストライク
- ヨアン・コンゴロ
- パベル・ズラフリオフ
- セルゲイ・ラシェンコ
- マイク・ザンビディス
- ボブ・サップ
- カーター・ウィリアムス
- マイティ・モー